# Barragem do Rio Flores

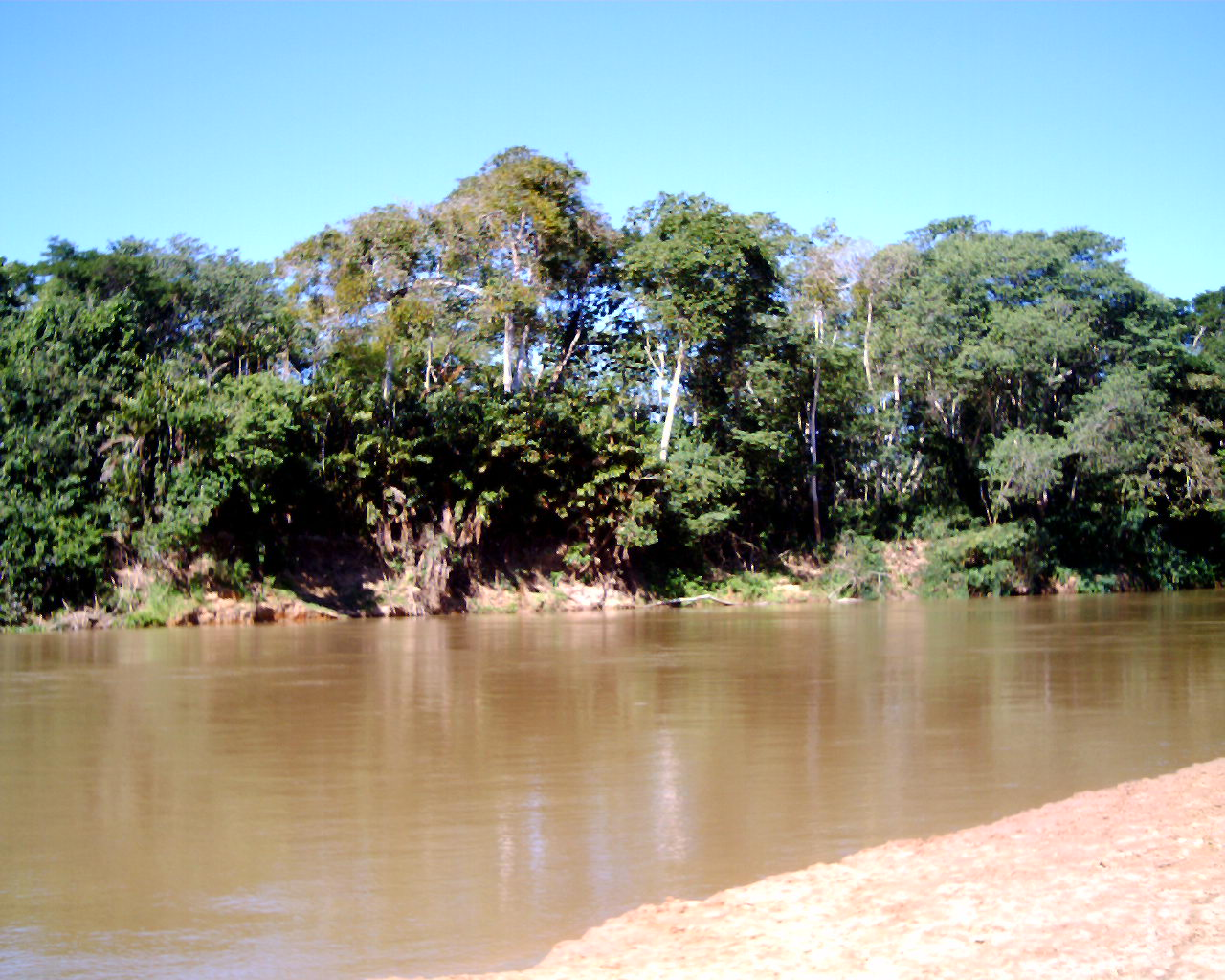
Rio Mearim, na cidade de Pedreiras (MA)

A Barragem do Rio Flores é uma barragem localizada na cidade de Joselândia, a 276 km de São Luís, no Maranhão, com capacidade para 1 bilhão e 400 milhões de metros cúbicos d'água. O rio Flores é um dos principais afluentes do rio Mearim.
O rio Mearim tem mais de 900 km na sua extensão e banha diversos municípios na região do Médio-Mearim, a exemplo de Pedreiras, Trizidela do Vale, São Luís Gonzaga, Bacabal, Arari e demais localizados naquela região.
O rio Flores banha os municípios de Fernando Falcão, Tuntum, Barra do Corda, Joselândia, São José dos Basílios e Santo Antônio dos Lopes.
Sua construção foi iniciada em 1983 e concluída em 1987, com o objetivo de fazer o controle de enchentes da bacia do Mearim; a melhoria da navegabilidade; aproveitamento de água para agricultura irrigada; e aproveitamento energético. Na época, a proposta também previa a construção de outras barragens ao longo do curso do rio Mearim e de seus principais afluentes – Grajaú, Corda e Flores.
A barragem, no entanto, vem convivendo, ao longo dos anos, com a falta de manutenção, maquinário sucateado e o risco de inundação, carecendo de novos investimentos.